# Enric Benavent Rocamora
Enric Benavent Rocamora (Reus, 1837 - Madrid, 1901) fou un pedagog i musicòleg català. Era germà del pintor Gaietà Benavent Rocamora.
Va estudiar primer a Reus, després a Santiago de Cuba i a Bordeus, dedicant-se al comerç al mateix temps. Instal·lat a Barcelona va obrir una acadèmia de francès, que al no funcionar-li, va traslladar-la a Madrid el 1865, on va establir una càtedra lliure i gratuïta de francès a la Universidad Central i una altra a l'Ateneo de Señoras dirigit per la periodista Faustina Sáez de Melgar. Amant de la música i expert, va fundar el 1873 el "Liceo Benavent", on es donaven classes de música i es feien interessants concerts, que rivalitzaven amb els que es feien al Conservatorio Nacional de Música i on es donaven també classes de llengües. Va col·laborar amb articles especialitzats al Boletín musical y de artes plásticas a Madrid, i a Reus a l'Eco del Centro de Lectura. Va publicar el 1869 El idioma francés puesto al alcance de los españoles amb diverses reimpressions, i traduí diverses obres del francès, la més important Solución pacífica e incontestable de las cuestiones políticas de España, por el establecimiento de la Monarquía, d'Alexandre Gouget, que mostra les seves tendències polítiques.
Va morir a Madrid el 1901.